# Namangan Women's Tournament 2013
Il Namangan Women's Tournament 2013 è stato un torneo di tennis facente parte della categoria ITF Women's Circuit nell'ambito dell'ITF Women's Circuit 2013. Il torneo si è giocato a Namangan in Uzbekistan dal 15 al 21 aprile 2013 su campi in cemento e aveva un montepremi di $25,000.

## Vincitrici

### Singolare
Nadežda Kičenok ha battuto in finale  Oksana Kalašnikova con il punteggio di 6–2, 6–3

### Doppio
Albina Khabibulina /  Anastasіja Vasyl'jeva  hanno battuto in finale  Valentina Ivachnenko /  Ksenia Palkina con il punteggio di 6–3, 6–3